# Avinash Kak

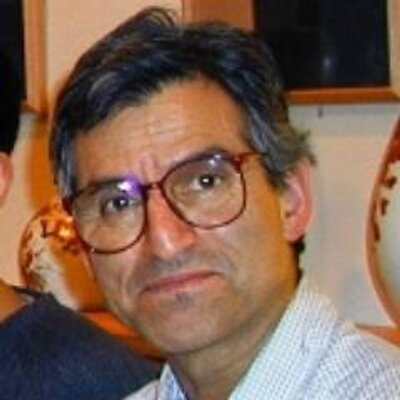
Avinash Kak

Avinash C. Kak (* 1944), häufig auch: Avi Kak, ist ein US-amerikanischer Forscher im Bereich der künstlichen Intelligenz. Seit 1970 lehrt er an der Purdue University in Amerika.

## Ausbildung
Er nahm an der University of Madras in Indien ein Studium auf, welches er 1966 als Bachelor of Engineering (BE) abschloss. Am Indian Institute of Technology (IIT) in Delhi promovierte er 1970 zum PhD.

## Bibliografie
- Digital Picture Processing. 1982
- Principles of Computerized Tomographic Imaging. 1988
- Programming With Objects: A Comparative Presentation of Programming with C++ and Java. 2003